# Brito
Hércules Brito Ruas, född 9 augusti 1939 i Rio de Janeiro, är en brasiliansk före detta professionell fotbollsspelare.
Innerback i Brasiliens världsmästarlag 1970. Brito spelade även en match i VM 1966. Landslagsman mellan 1964 och 1972. Klubbar i karriären: Vasco da Gama (1960–1969), Flamengo (1970), Botafogo (1971), Cruzeiro (1972–1973), Corinthians (1974).